# Isabelle Berro-Amadeï
Isabelle Berro-Amadeï (Mónaco, 24 de octubre de 1965) es una jueza y diplomática monegasca que se desempeñó como Ministra de Estado interina desde enero hasta julio de 2025, y Ministra de Asuntos Exteriores y de Cooperación de Mónaco desde enero de 2022. Anteriormente se desempeñó como jueza en el Tribunal Europeo de Derechos Humanos representando a su natal Mónaco del 27 de junio de 2006 al 1 de agosto de 2015. Fue nombrada Embajadora de Mónaco en Alemania, Austria y Polonia en 2016.
El 10 de enero de 2025, fue nombrada Ministra de Estado interina tras el ingreso hospitalario de Didier Guillaume. Mantuvo este cargo después de la muerte de este último una semana después. Se convirtió en la primera mujer en ocupar el cargo.